# 데니스 토말라
데니스 토말라(독일어: Denis Thomalla, 1992년 8월 16일 ~ )는 독일의 축구 선수이다. 현재 독일 분데스리가의 1. FC 하이덴하임에서 활약하고 있다.